# فيركني سينوفيدني (لفيفسكا)
فيركني سينوفيدني (Верхнэ Синьовидне) هي مدينة في مقاطعة لفيفسكا في أوكرانيا.
يبلغ عدد سكانها حوالي 3434 نسمة.